# Drohiczyn
Drohiczyn è un comune urbano-rurale polacco del distretto di Siemiatycze, nel voivodato della Podlachia.
Adagiata sul fiume Bug, estende su una superficie di 15,68 km² e nel 2004 contava 2.111 abitanti (134,6 per km²).

## Geografia
Secondo i dati a partire dal 2002 il comune di Drohiczyn comprendeva 207,96 chilometri quadrati suddivisi in terreni coltivabil per 81% e terreni forestali per 10%. Il comune occupa il 14,25% della contea.

## Società

### Evoluzione demografica
I dati demografici al 30 giugno 2004.
| Descrizione                  | Totale  | Totale | Femmine | Femmine | Maschi  | Maschi |
| ---------------------------- | ------- | ------ | ------- | ------- | ------- | ------ |
| jednostka                    | persone | %      | persone | %       | persone | %      |
| Popolazione                  | 6882    | 100    | 3419    | 49,7    | 3463    | 50,3   |
| Densità demografica (ab/km²) | 33,1    | 33,1   | 16,4    | 16,4    | 16,7    | 16,7   |

## Comuni confinanti
Grodzisk, Jabłonna Lacka, Korczew, Perlejewo, Plater, Repki, Siemiatycze